# Jesper Mørkøv
Jesper Mørkøv Christensen (Kokkedal, 11 maart 1988) is een Deense ex-wielrenner, die vooral in het Baanwielrennen actief was. Zijn oudere broer Michael Mørkøv is ook actief als wielrenner.
Winst op het EK derny in 2014 en de eindzege in de Zesdaagse van Kopenhagen 2016, zijn de grootste successen die hij in zijn carrière wist te behalen.
Vanaf het wielerseizoen 2022 wordt Morkov Ploegleider bij het Noorse Uno-X Pro Cycling Team.

## Palmares

### Baanwielrennen
| Jaar  | NK                                                        | EK    | WK    | OS    | WB    | Overig             |
| Elite | Elite                                                     | Elite | Elite | Elite | Elite | Elite              |
| ----- | --------------------------------------------------------- | ----- | ----- | ----- | ----- | ------------------ |
| 2005  | ploegenachtervolging                                      |       |       |       |       |                    |
| 2006  |                                                           |       |       |       |       |                    |
| 2007  | ploegenachtervolging                                      |       |       |       |       |                    |
| 2008  | ploegkoers · scratch · ploegenachtervolging · puntenkoers |       |       |       |       |                    |
| 2009  | ploegkoers                                                |       |       |       |       |                    |
| 2010  | puntenkoers                                               |       |       |       |       |                    |
| 2011  | ploegkoers · puntenkoers                                  |       |       |       |       |                    |
| 2012  |                                                           | derny |       |       |       |                    |
| 2013  | puntenkoers                                               |       |       |       |       |                    |
| 2014  |                                                           | derny |       |       |       |                    |
| 2015  | scratch                                                   |       |       |       |       |                    |
| 2016  | ploegkoers · puntenkoers                                  |       |       |       |       | 6daagse Kopenhagen |
| 2017  | ploegenachtervolging · ploegkoers                         |       |       |       |       |                    |

A.K. Andersen · S.K. Andersen · Bøje-Pedersen · von Folsach · Guldhammer · Hemmsen · Larsen · Mørkøv · Mygind · Olesen · Plesner · Quaade · Rosenberg · Vinjebo
Clausen · Djurhuus · Gregaard · Haslund · Jørgensen · Kron · Lander · Mørch · Mørkøv · Mortensen · Norsgaard · Siggaard · Sørensen · Stokbro · Vinther